# Урюпинский крановый завод
АО «Урюпинский крановый завод» — машиностроительное предприятие по выпуску грузоподъемного оборудования: электрических талей, мостовых, козловых, консольных кранов. Находится в городе Урюпинске Волгоградской области.
Полное наименование — Акционерное общество «Урюпинский крановый завод» (сокр. АО «УКЗ»).
Основная специализация завода — производство талей, мостовых, козловых, полукозловых и консольных кранов.

## История

### Дореволюционная история
Предприятие ведёт свою историю с 1907 года — с открытого предприимчивым казаком Е. Ф. Марковым в северной части Урюпинской станицы торгового склада, продававшего орудия труда, производившиеся ростовским заводом «Красный Аксай». В ту пору в Урюпинской станице Царицынской губернии проводилась ежегодная сельскохозяйственная ярмарка, являвшаяся третьей по величине в России. Однако Покровская ярмарка не удовлетворила есаула и он принял решение построить собственное производство орудий труда.
Казак построил небольшое полукустарное производство, которое быстро разрасталось. Предприятие в ту пору состояло из двух цехов (механосборочного и литейного). Все работы выполнялись вручную. Фабрика выпускала различную продукцию — от простых вил и лопат до более сложных орудий: борон, плугов, молотилок и др. На производстве в ту пору работали порядка 120 человек, из которых только трое были мастерами. С началом первой мировой войны, предприятие стало выпускать оборонную продукцию, в основном, для нужд кавалерии.

### Советская эпоха
С установлением советской власти предприятие было национализировано. В 1918 году завод стал называться «заводом земледельческих машин и орудий им. В. И. Ленина». В 1924 году он стал «Чугунолитейным заводом», а ещё через три года — «Чугунолитейным и механическим заводом».
В 1930-х годах предприятие вошло в состав «Союзглавкомплектации». С 1934 года оно начало осуществлять ремонт землеройных машин, а через два года на завод была подведена железнодорожная ветка. Тогда же предприятие расширило ассортимент выпуска — стали производиться лебёдки, бетономешалки и дробилки шлака.
С началом Великой Отечественной войны предприятие перешло на выпуск продукции для нужд фронта — на заводе производились мины. В 1941 году предприятие в очередной раз меняет название — «завод № 2 им. Ленина». А в июле 1942 года оборудование вместе со всем коллективом было вывезено на Урал — в Челябинскую область, в город Куса. Буквально через несколько месяцев на новом месте, на заводе № 6, развернули производство оборонной продукции.

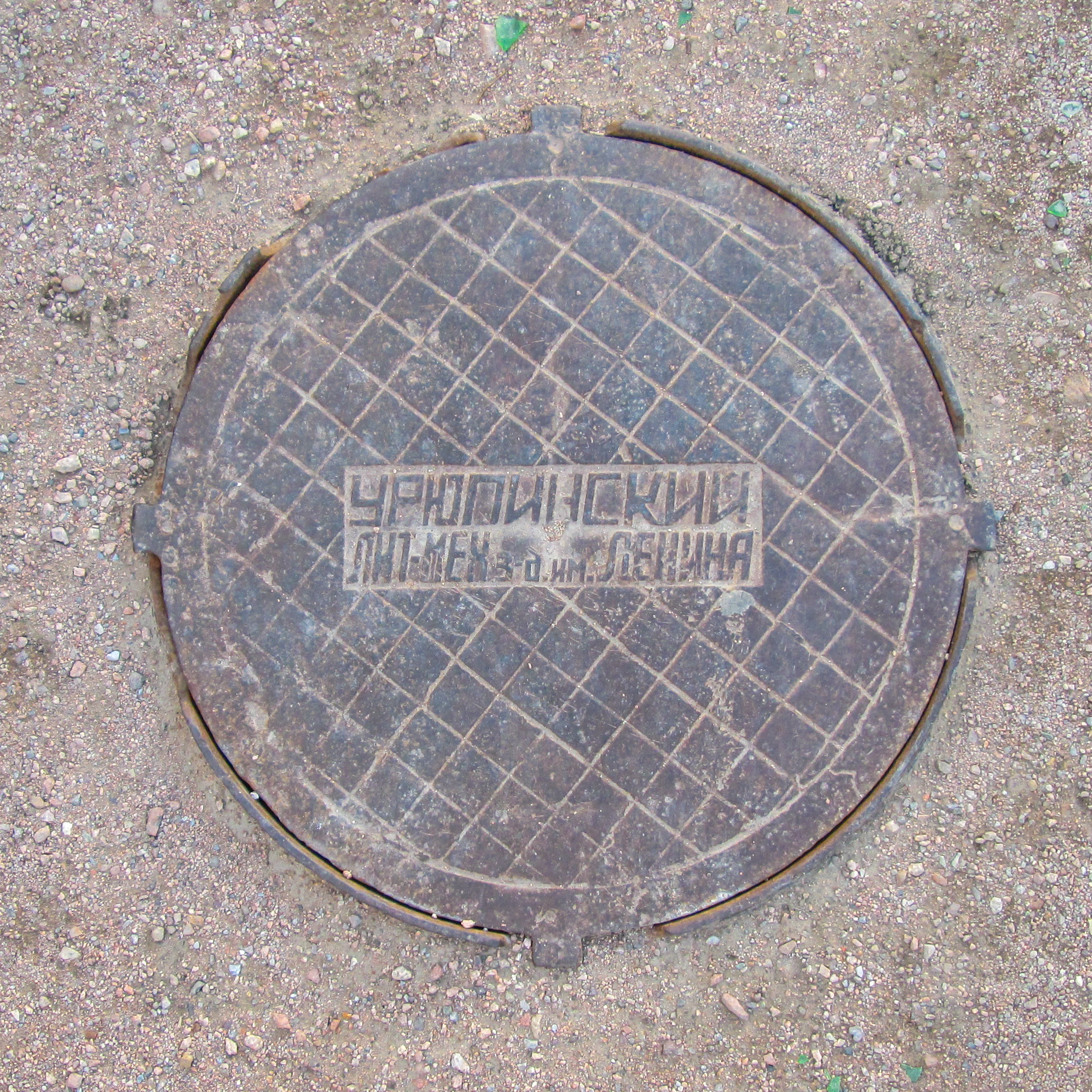
Люк, изготовленный на Урюпинском Литейно-механическом заводе (город Балхаш, Казахстан)

С окончанием войны завод снова вернулся на прежнее место и начал производить гражданскую продукцию — строительные машины. В следующем, 1946 году, завод вновь сменил название на «Литейно-механический». Начиная с 1950-х годов предприятие начало серийный выпуск строительных кранов серии БКСМ. В 1963 году предприятие стало именоваться «Крановым заводом имени В. И. Ленина», а через два года вошло в состав Минстройдормаша СССР. Тогда же на заводе был налажен выпуск башенных кранов серии КБ-100.
В период с 1970 года и до 1980 года на предприятии велось расширение мощностей: были реконструированы старые мощности и выстроены новые. Это позволило увеличить ассортимент выпускаемых изделий. Реконструкция предприятия велась и в годы перестройки — новый этап начался в 1987 году. Бессменным руководителем завода в годы реконструкции был Вадим Семёнович Синицын (1964—1992 гг.)..

## Настоящее время
После распада СССР, в 1992 году предприятие сменило форму собственности, а также поменяло своё название, став АООТ «Урюпинский крановый завод». А в июле 1996 года завод стал одноимённым открытым акционерным обществом. В началось изготовление талей и мостовых кранов (как с кабинами управления, так и без).
В 2009 году завод был включён в «Федеральный список предприятий, которым в дальнейшем государство гарантирует антикризисную финансовую поддержку».
С 2018 года завод переживает второе рождение.  Получены новые заказы, объем выпуска продукции увеличился более чем в 5 раз.[значимость факта?]
С 2024 года завод начал выпускать новые виды импортнозамещенных и энергоэффективных талей серии MT.[значимость факта?]

## Деятельность

### Руководство и собственники
В годы советской власти относился к Управлению сельскохозяйственного машиностроения Нижневолжского совнархоза, а затем вошёл структуру Министерства строительного и дорожного машиностроения СССР.
- Владельцами АО «УКЗ» являются члены совета директоров предприятия. Общее количество акционеров завода — 1.
- Генеральный директор завода — Шадринцев Олег Антольевич

### Структурные подразделения
В составе предприятия:
- Механосборочный.
- Инструментальный.
- Литейный.
- Цех металлических конструкций.

Кроме того, в составе имеются два участка — термический и кузнечный.

### Продукция в разное время

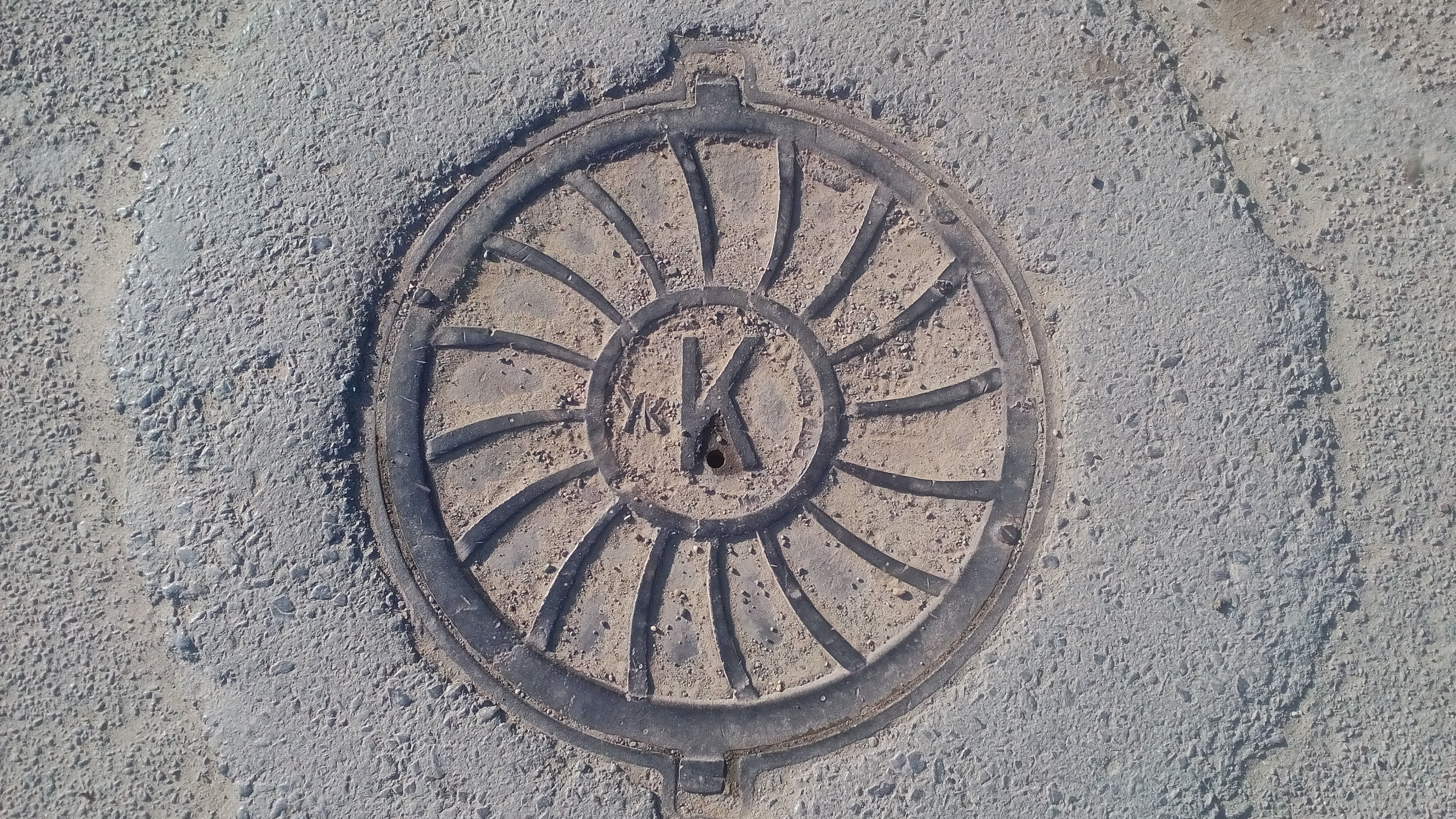
Сделанный на заводе люк

- Башенные краны — серий БКСМ и КБ-100.
- Тали.
- Мостовые, козловые, полукозловые и консольные краны.